# Giancarlo Scheri
Giancarlo Scheri (Roma, 15 gennaio 1963) è un giornalista, autore televisivo e dirigente d'azienda italiano, attuale direttore di Canale 5.

## Biografia
Dopo aver lavorato in qualità di giornalista radiofonico e di carta stampata, inizia a collaborare in televisione con la RAI nel 1986, in qualità di programmista regista di Il filo di Arianna.
Sbarca in Mediaset nel 1991, e da quel momento collabora alla realizzazione e all'ideazione di numerosi programmi delle tre reti dell'azienda di Cologno Monzese, tra cui I tre tenori, Festivalbar e Fuego. Il 1º gennaio 2001 diventa direttore di Rete 4, mantenendo questo incarico fino all'11 giugno 2007; successivamente gli viene invece assegnata la direzione di Fiction Mediaset.
Dal 1º gennaio 2013 sostituisce Massimo Donelli alle direzioni delle emittenti da lui dirette: Canale 5, le all digital La 5 e Mediaset Extra, e l'emittente estera Mediaset Italia fino al 2 novembre 2014, mentre dal giorno dopo resta alla guida dell'ammiraglia.